# Impatiens
- Commons
- Wikispecies

Impatiens é um género botânico pertencente à família Balsaminaceae.

## Espécies selecionadas

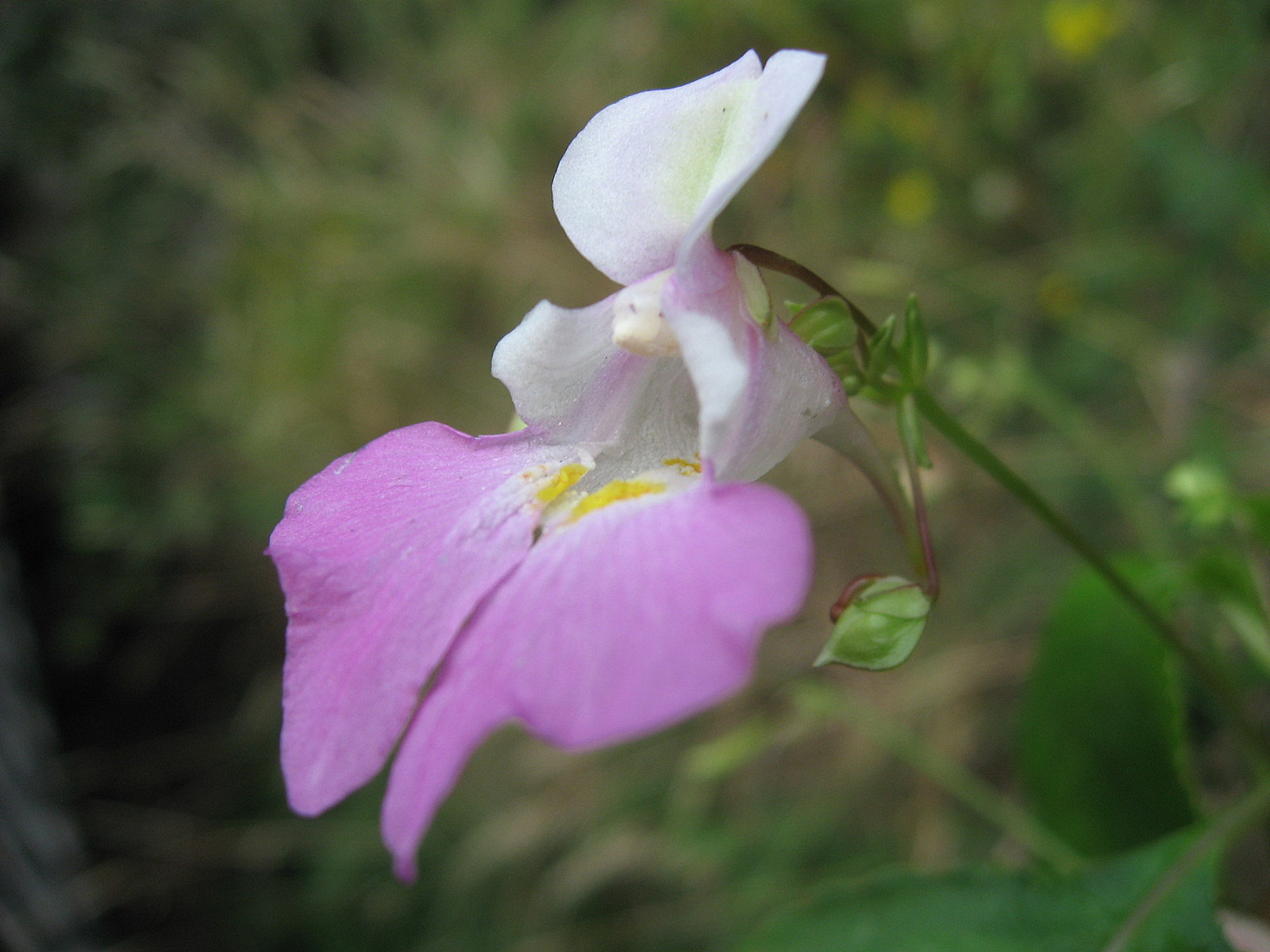
Impatiens balfourii

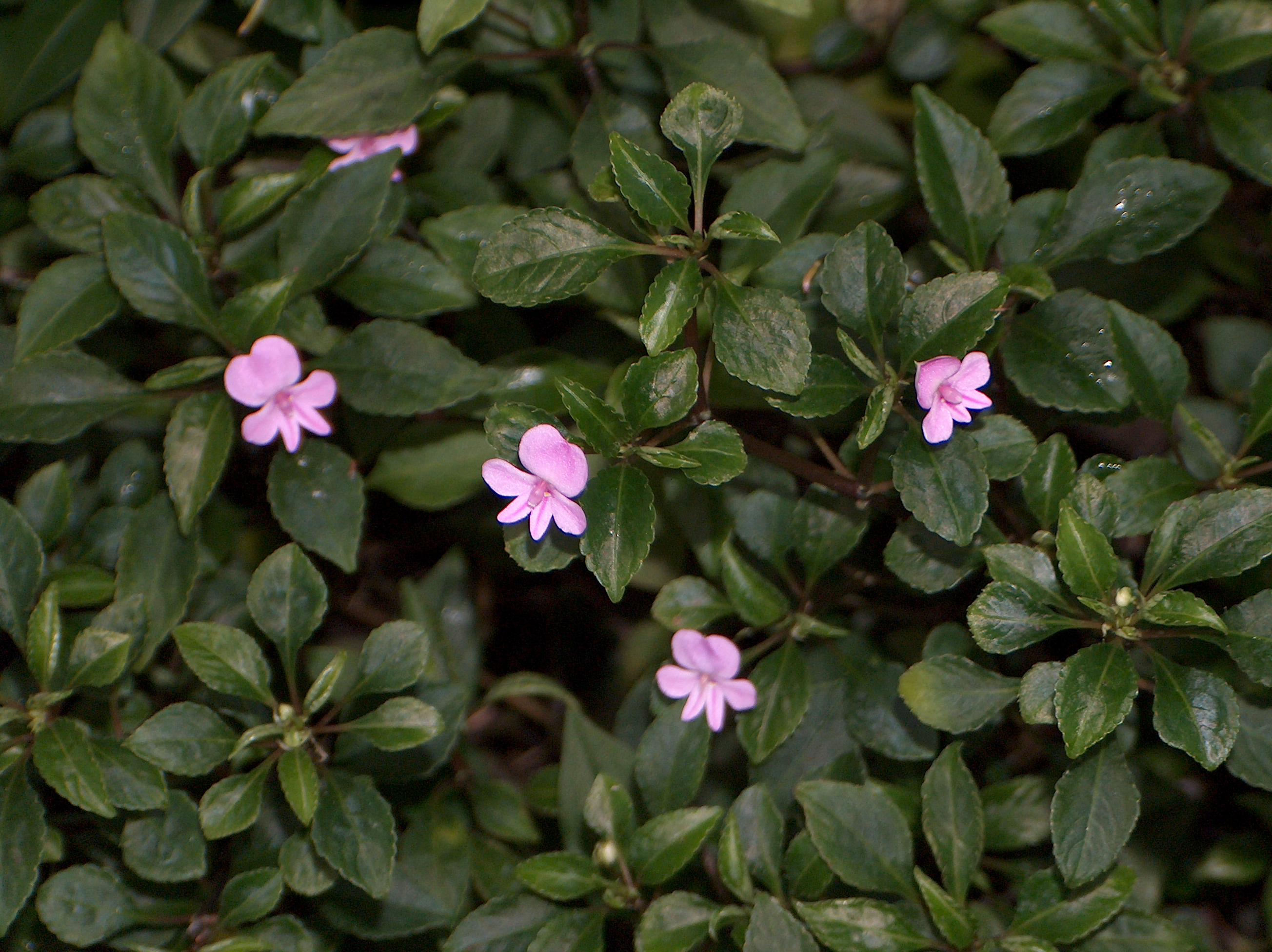
Impatiens pseudoviola

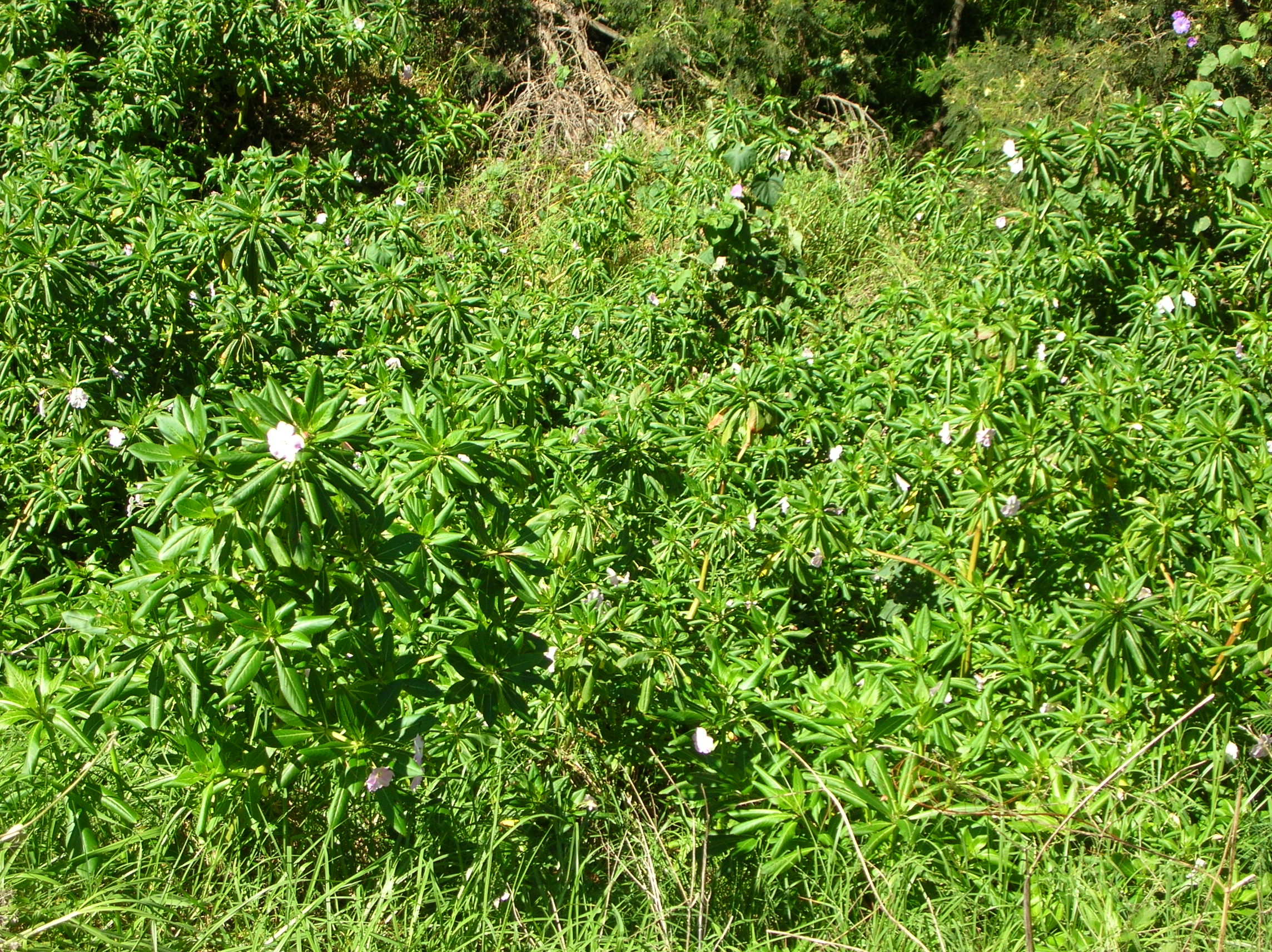
Impatiens sodenii

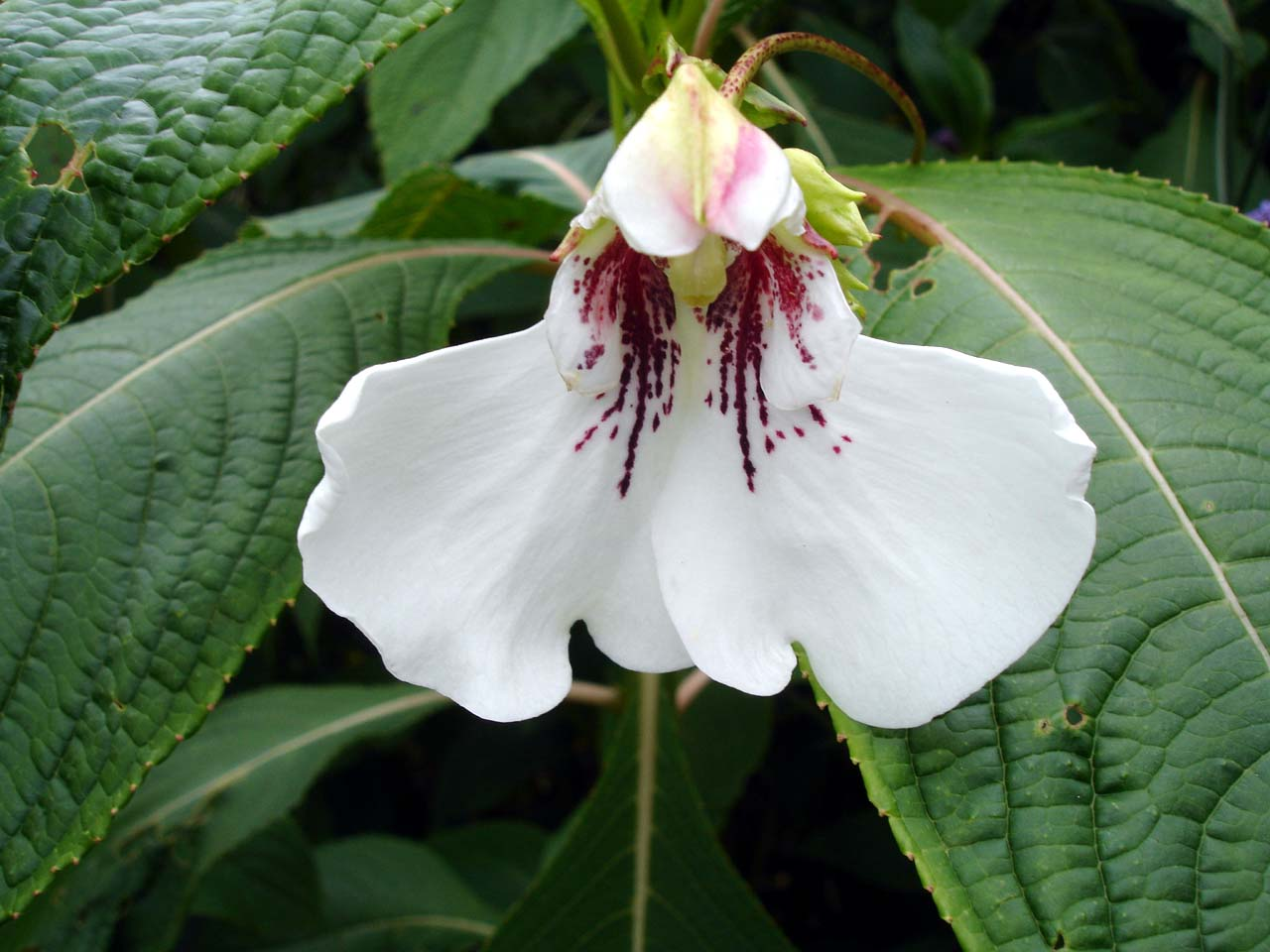
Impatiens tinctoria

| - Impatiens acaulis, Montes Nilgiri — endémica - Impatiens acehensis - Impatiens adenioides Suksathan & Keerat - Impatiens arguta - Impatiens arriensii - Impatiens aurella - Impatiens auricoma - Impatiens balfourii - Impatiens balsamina - Impatiens bicornuta - Impatiens calcicola - Impatiens campanulata - Impatiens capensis - Impatiens celebica - Impatiens chinensis - Impatiens charisma Suksathan & Keerat - Impatiens chumphonensis T. Shimizu - Impatiens cristata - Impatiens daraneenae Suksathan & Triboun - Impatiens dempoana - Impatiens denisonii, Montes Nilgiri — endémica - Impatiens dewildeana - Impatiens diepenhorstii - Impatiens doitungensis Triboun & Sonsupab - Impatiens ecalcarata - Impatiens edgeworthii - Impatiens etindensis - Impatiens eubotrya - Impatiens flaccida - Impatiens forbesii - Impatiens frithii - Impatiens glandulifera - Impatiens gordonii - Impatiens grandis - Impatiens grandisepala - Impatiens halongensis - Impatiens hawkeri W.Bull - Impatiens heterosepala - Impatiens hians - Impatiens holstii - Impatiens hongkongensis - Impatiens irvingii - Impatiens javensis - Impatiens jerdoniae - Impatiens jiewhoei Triboun & Suksathan - Impatiens kilimanjari - Impatiens kinabaluensis, Kinabalu National Park — endémica - Impatiens korthalsiana - Impatiens laticornis, Montes Nilgiri — endémica - Impatiens lawsonii, Montes Nilgiri — endémica - Impatiens letouzeyi - Impatiens levingei, Montes Nilgiri — endémica - Impatiens linearifolia | - Impatiens malabarica - Impatiens marianae - Impatiens meruensis - Impatiens mirabilis - Impatiens morsei - Impatiens namchabarwensis - Impatiens namkatensis T. Shimizu - Impatiens neo-barnesii, Montes Nilgiri — endémica - Impatiens niamniamensis Gilg - Impatiens nilagirica, Montes Nilgiri — endémica - Impatiens noli-tangere - Impatiens obesa - Impatiens omeiana - Impatiens oppositifolia - Impatiens orchioides, Montes Nilgiri — endémica - Impatiens oreophila Triboun & Suksathan - Impatiens pallida - Impatiens parviflora - Impatiens paucidentata - Impatiens petersiana - Impatiens phahompokensis T. Shimizu & P. Suksathan - Impatiens phengklaii T. Shimizu & P. Suksathan - Impatiens platypetala - Impatiens pritzelii - Impatiens pseudoviola Gilg - Impatiens psittacina - Impatiens pyrrhotricha - Impatiens repens - Impatiens rosulata - Impatiens rufescens, Montes Nilgiri — endémica - Impatiens ruthiae Suksathan & Triboun - Impatiens sakerana - Impatiens salpinx Schulze & Launert - Impatiens santisukii T. Shimizu - Impatiens scabrida DC. - Impatiens scapiflora, Montes Nilgiri — endémica - Impatiens sidikalangensis - Impatiens singgalangensis - Impatiens sirindhorniae Triboun & Suksathan - Impatiens sivarajanii - Impatiens sodenii Engl. & Warb. - Impatiens spectabilis Triboun & Suksathan - Impatiens sulcata - Impatiens sultana - Impatiens sumatrana - Impatiens tapanuliensis - Impatiens tenella, Montes Nilgiri — endémica - Impatiens textorii Miq. - Impatiens teysmanni - Impatiens thomassetii - Impatiens tigrina Suksathan & Triboun - Impatiens tinctoria A.Rich. - Impatiens tribounii T. Shimizu & P. Suksathan - Impatiens walleriana - Impatiens wilsoni - Impatiens zombensis Baker |

## Classificação do gênero
| Sistema | Classificação                      | Referência               |
| ------- | ---------------------------------- | ------------------------ |
| Linné   | Classe Syngenesia, ordem Monogamia | Species plantarum (1753) |